# Charles Robert Cecil Allberry Augustin
Pour les articles homonymes, voir Albery.
Charles Robert Cecil Allberry Augustin, né le 9 novembre 1911 à Sydenham et mort le 3 avril 1943, est un égyptologue britannique, érudit en langue copte.

## Éducation et carrière
Allberry est né à Sydenham en 1911, de Hilda et William Harry Allberry, issu de la classe moyenne, son père étant directeur, peut-être dans le secteur de l'assurance. Il fréquente le St Dunstan's College, à Catford, puis le Christ's College, à Cambridge, où il étudie les lettres classiques et obtient son diplôme en 1933. M. R. McLean, M. C. Burkitt et Stephen Gaselee sont réputés avoir stimulé son intérêt pour les écrits gnostiques et manichéens à Cambridge. Il étudie le copte avec W. E. Crum et Herbert Thompson et, plus tard, les hiéroglyphes égyptiens avec Alan Henderson Gardiner.
Avant le début de la guerre, il effectue des recherches en Allemagne et ailleurs en Europe continentale, recevant une bourse de voyage du « Lady Wallis Budge Fund » en 1938,,. Il a collaboré avec Carl Schmidt, Hans Jakob Polotsky et Torgny Säve-Söderbergh, parmi d'autres.

## Recherche
Allberry a traduit des manuscrits manichéens en anglais, en particulier à partir du dialecte sub-akhmimique du copte, et a également participé à leur interprétation. Il a travaillé sur divers manuscrits de la collection Chester Beatty, et est particulièrement connu pour avoir traduit et édité la première édition de « A Manichean Psalm-Book, Part II », en 1938,. Ce manuscrit, un recueil de psaumes, date du IVe siècle et a été découvert à Médinet Mâdi, dans le Fayoum, en Égypte, en 1930, devenant ainsi partie intégrante de la collection Chester Beatty. Dans une critique contemporaine, le spécialiste du copte W. E. Crum écrit :

« Le fait d'avoir déchiffré 230 pages de psaumes n'est pas une mince affaire ;
Avoir déchiffré 230 pages de papyrus dont beaucoup ne présentent encore qu'une minorité de lettres indubitables serait en soi une performance remarquable ; avoir produit des traductions plausibles, souvent ingénieuses, à partir de ces matériaux en ruine, où le manque de contexte et l'étrangeté du sujet auraient pu décourager des érudits plus expérimentés, est une réussite pour laquelle M. Allberry - dont c'est la première publication - mérite nos félicitations et nos remerciements »

Selon Theodor Harmsen, de la « Bibliotheca Philosophica Hermetica », la traduction d'Allberry a réussi à rendre le « caractère lyrique » du texte. I. M. F. Gardner et S. N. C. Lieu considèrent en 1996 que la traduction a été « saluée à juste titre comme un triomphe littéraire et philologique » ; ils notent également que la traduction anglaise d'Allberry a fait de ce texte le plus célèbre des manuscrits manichéens de Médinet Mâdi parmi la communauté des chercheurs anglophones. Allberry a continué à travailler sur les 155 feuillets restants du livre de psaumes jusqu'à la fin de sa vie.
Allberry compila un dictionnaire copte, inachevé à sa mort, et contribua au dictionnaire de Crum. Il publia plusieurs courts articles philologiques. En 1939, il succéda à Battiscombe Gunn en tant que rédacteur en chef du Journal of Egyptian Archaeology, fonction qu'il conserva jusqu'à ce qu'il rejoigne la Royal Air Force,, et décède dans l'action à proximité de Nedeweert (Hollande), le 3 avril 1943. En 1949, plusieurs années après sa mort, la bibliothèque de la Faculté des études orientales de l'université de Cambridge acquiert une partie de sa bibliothèque, y compris des manuscrits inédits,. Selon la Faculté des études orientales, Allberry « a beaucoup contribué à faire avancer l'étude du copte à Cambridge ».
Il a publié la première traduction de la deuxième partie du Psautier manichéen, découvert à Médinet Madi dans le Fayoum en Égypte en 1930, puis acheté par le collectionneur Sir Alfred Chester Beatty. Récemment, des passages de ce livre sont parus dans de nouvelles traductions, une publication de la partie I (la plus endommagée) du livre de psaumes est actuellement en préparation par Siegfried Richter de l'université de Münster.

## Vie personnelle, service pendant la Seconde Guerre mondiale et décès
Allberry a été décrit en 1995 comme « le garçon en or de sa génération » à Cambridge, « brillant dans tout » ce qu'il tentait. Il était un sportif actif, faisant preuve en tant que joueur de cricket d'une « élégance très louée en tant que batteur », et remportant un demi-bleu à la crosse,. Il était un ami proche du romancier Charles Percy Snow, qui a été dévasté par sa mort, ; Snow a écrit, après avoir reçu la nouvelle, que « d'une certaine manière, il était le plus doué et le plus remarquable de nous tous, et le plus malheureux ». L'entourage d'Allberry comprenait également John Plumb, Harry Hinsley et Gorley Putt. Putt, qui a connu Allberry en tant qu'étudiant au début des années 1930, l'a décrit dans un article paru en 1987 comme « un mystique impavide » doté d'un « riche sens comique », qui pouvait faire preuve d'une « témérité et d'une joie folle ». Anglo-catholique, il s'est converti au catholicisme romain alors qu'il était dans la Royal Air Force, ajoutant à son nom le nom d'« Augustin »,.
Le 27 août 1942, Allberry épouse Patricia Katherine Grace Sandbach de South Wootton dans le Norfolk,,. Ils ont un fils, David Charles Anthony Allberry, né le 31 juillet 1943, après la mort de son père.
Pendant la Seconde Guerre mondiale, Allberry travaille dans le renseignement à Bletchley Park, puis rejoint la Royal Air Force, où il sert au sein du Royal Air Force Bomber Command. Alors qu'il était officier d'aviation, Allberry et cinq autres hommes ont été tués lors d'un raid sur Essen le 3 avril 1943, lorsque leur Handley Page Halifax a été abattu par l'Oberleutnant Eckart-Wilhelm von Bonin. L'avion s'est écrasé près de Weert, dans les Pays-Bas occupés par l'Allemagne. Le navigateur Allberry et le sergent mitrailleur Thomas Henry Webb sont retrouvés dans l'épave, le premier mort, le second vivant mais mortellement blessé,,. Allberry est enterré au cimetière général d'Eindhoven (Woensel), aux Pays-Bas.

## Modèle pour Roy Calvert
Allberry est souvent considéré comme le modèle du personnage de Roy Calvert dans The Light and the Dark (1947) de Charles Percy Snow et dans plusieurs autres romans de la série Strangers and Brothers,,,, bien que Calvert soit un érudit du manichéen sogdien plutôt que du copte. Le personnage a été interprété par Nigel Havers dans l'adaptation télévisée des romans (1984).
L'utilisation par Snow d'un ami identifiable dans The Light and the Dark a soulevé une controverse. Gorley Putt réfute les notions selon lesquelles Allberry était un sympathisant nazi et sujet à des crises de dépression. J. Neville Birdsall écrit que la promiscuité décrite par Calvert n'était pas le reflet d'Allberry, et que cette représentation a bouleversé la veuve et le fils d'Allberry. Patricia Allberry (sous son nom de femme mariée Lewis) a publié en 1984 des mémoires d'Allberry, contenant ses propres souvenirs ainsi que ceux de John Plumb (l'ancien maître du Christ's College) et d'autres personnes,,. Dans une lettre de 1985, elle écrit :

« La description physique de Roy Calvert ressemblait beaucoup à mon mari, tout comme sa gaieté et son charme, sa vivacité, sa brillance et sa gentillesse ; les maniaco-dépressions, l'immoralité, l'appât des autres, le pro-nazisme et le dernier acte de désespoir consistant à rejoindre l'armée de l'air pour tenter de se suicider, étaient complètement faux. »